# マウルビバザール県
マウルビバザール県（マウルビバザールけん）は、バングラデシュの北東に位置する県で、シレット管区の一部である。

## 地理
マウルビバザール県は2,707km²の面積を有する。北緯24.10から24.35間程度、西経90.35から91.20間程度の位置に存在する。北にシレット県、西にハビガンジ県、さらに南や東でインドのアッサム地方やトリプラ地方とそれぞれ隣り合っている。
この県の主な川としてマヌーやドローイ、ジュリに流れていて、いずれもインドから流れ込んで来る。毎年の雨季頃に雨量が超過した場合、その余分な雨の水がそれらの川に流れ込み、マウルビバザール県の一部で洪水の原因になることがある。

## 行政区分
マウルビバザール県は、７つの郡に分かれる。
- マウルビバザール サダール郡
- バルレカ郡
- ジュリ郡
- カマルガンジュ郡
- クラウラ郡
- ラジュナガール郡
- スレーマンガール郡

またこの県には67の組合や、2,064の村が存在する。この県の人口の内約50,000人はマニプールやカシア、トリプラの民族に所属する。

## 経済

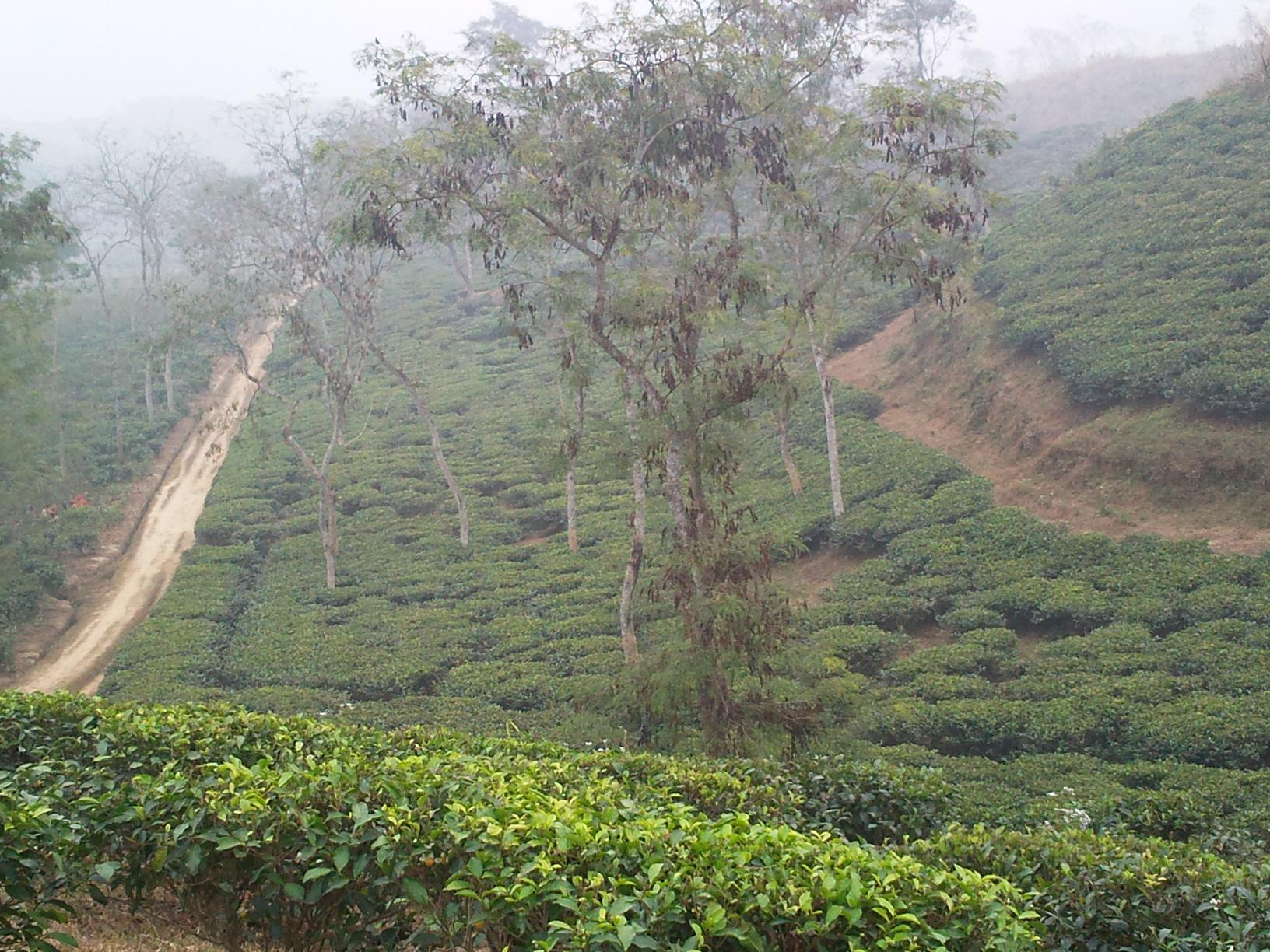
スレーマンガルの紅茶農園

マウルビバザール県の輸出品は主に竹や紅茶、パイナップル、さとうきび、みかん、かんてん、天然ゴム、マンゴー、レモンなどである。マウルビバザール県に153箇所の紅茶ガーデンが存在する。この紅茶ガーデンを持つ家が存在するこの地域内としては世界中で３番目に多い。スレーマンガルから伝わるパイナップルは風味や甘味がよいことで有名である。

## 宗教
マウルビバザール県には2967棟のモスク、613棟の寺院、56棟の教会、22棟のブッダ寺院が存在する。